# Manfred Hrubant
Manfred Hrubant (geb. 1955 in Wien) ist ein österreichischer Schriftsteller.

## Leben
Manfred Hrubant, geboren 1955 in Wien, verlegte seinen Wohnort 1988 nach St. Pölten. Seit dem Jahr 2005 ist er, mittlerweile Pensionist, in Böheimkirchen beheimatet. Nach seiner Ausbildung zum Chemielaboranten, war er 1976 für ein Jahr als UN-Soldat auf Zypern tätig. Danach ging Hrubant seinem Beruf als Chemielaborant nach. Ab 1981 war er als Finanzdienstleister im Außendienst beschäftigt. Aufgrund von körperlichen Einschränkungen war Hrubant in der Folge längere Zeit ohne feste Arbeit. Er betätigte sich in dieser Zeit nach eigenen Angaben als Kolumnist für die St. Pöltner Stadtzeitung und als Sekretär des Literaturkreises Podium.
2004 erhielt er eine Stelle im Bundesministerium für Bildung. Die Zeit der Arbeitslosigkeit brachte ihn zum einen dazu, sich mit sich selbst auseinanderzusetzen, zum anderen inspirierte sie ihn zum Schreiben. In einem Interview mit der Zeitung Tips sagte er dazu „Ohne das Schreiben wäre ich versumpert. Ich wollte das Beste aus meiner Lage machen und einen positiven Beitrag in die Gesellschaft einbringen.“

## Wirken als Schriftsteller
Nachdem Hrubant zunächst kurze Gedichte, Kinderstücke und Kurzgeschichten verfasst hatte, veröffentlichte er im Jahr 2002 seinen ersten Roman Im Wandel des Tarot. Protagonist ist ein Mann, der der Meinung ist, mit Geld alles kaufen zu können. Ein Herzinfarkt führt ihn in eine Zwischenwelt, wo er geläutert wird. Im Wandel des Tarot ist der erste Teil einer Trilogie, die mit dem „spirituellen Krimi“ Im Zeichen des Tarot und Im Herzen des Tarot vervollständigt wurde. Der Debütroman Im Wandel des Tarot wurde von Hrubant als Libretto für die mystische Oper Tarot umgeschrieben. Die Uraufführung fand 2007 im Kulturzentrum Perchtoldsdorf statt. Die Musik wurde vom armenischen Komponisten Juri Geworkian komponiert. Dirigent war Adolf Winkler. Im Jahr 2012 gab Hrubant den Lyrikband Ein Hirte im Naturgarten – Et in Arcadia ego heraus. Im Mittelpunkt steht ein Aussteiger, der seine Freiheit erlebt. Außer Büchern hat Hrubant auch Kabaretttexte verfasst. Beispiele sind die Kabaretttexte Geht's uns gut und Äh so terisch. Sie wurden in Böheimkirchen und Kasten aufgeführt. Die Zeitschrift des Bundesministeriums für Unterricht, Kunst und Kultur geht besonders auf Hrubants Werke für Kinder ein. Sein Adventskalendermärchen Trixi und Leo (2007) erhielt vom BMUKK eine Empfehlung für den Einsatz in Volksschulen. Im Juni 2007 fand die Uraufführung von Prinzessin Lena statt. Es ist eine musikalische Fantasie, die sich an Kinder wendet und in der Kinder aktiv die Handlung mitbestimmen können.
Hrubant ist Mitglied im Österreichischen Schriftsteller/innenverband.

## Publikationen (Auswahl)
- Endlich in Pension. Ferdinand Berger & Söhne, 2022, ISBN 978-3-85028-995-5.
- Ein Monat wie ein Gedicht: Gedichte und Einsichten der letzten 20 Jahre. Ferdinand Berger & Söhne, 2019, ISBN 978-3-85028-895-8.
- Willibald Hendl – Fortunas Fügung. Ferdinand Berger & Söhne, 2017, ISBN 978-3-85028-807-1.
- Im Herzen des Tarot : Eine Abenteuerreise der Seele. Ferdinand Berger & Söhne, 2013, ISBN 978-3-7103-0344-9.
- Ein Hirte im Naturgarten: (Et in Arcadia ego). United P.C. Neckenmarkt, 2013, ISBN 978-3-85438-721-3.

## Belege
1. ↑  Meine Biographie. In: Manfred M. Hrubant. 13. März 2020, abgerufen am 6. Februar 2025 (deutsch).
2. 1 2  Meine Biographie. In: Manfred M. Hrubant. 13. März 2020, abgerufen am 5. Februar 2025 (deutsch).
3. 1 2 3 4  Manfred M. Hrubant: „Ohne das Schreiben wäre ich versumpert“. Abgerufen am 5. Februar 2025.
4. 1 2  Wolfgang Fingernagel: Der Kanzlist als Schriftsteller. In: Bundesministerium für Unterricht, Kunst und Kultur Abteilung Öffentlichkeitsarbeit  Wien (Hrsg.): BMUKK News. Band 3/2009, 2009, S. 11.
5. ↑  Konzerte Franz Schmidt Kammerorchester 2003 - 2008. Abgerufen am 5. Februar 2025.
6. ↑  Michael Fusko: Beobachter der Zeiten. Hrsg.: NÖN. Woche 7/2022, 2022, S. 31.
7. ↑  Ingrid Bigler-Marschall: Winkler, Adolf. In: Deutsches Theater-Lexikon. Nachtragsband 8: V‐Z. De Gruyter, 2020, ISBN 978-3-11-063207-1.
8. ↑  Mitglieder - Österreichischer Schriftsteller/innenverband. Abgerufen am 5. Februar 2025.

| Personendaten    | Personendaten                   |
| ---------------- | ------------------------------- |
| NAME             | Hrubant, Manfred                |
| KURZBESCHREIBUNG | österreichischer Schriftsteller |
| GEBURTSDATUM     | 1955                            |
| GEBURTSORT       | Wien                            |